# هاندلي بيج تايب أو
هاندلي بيج تايب أو (بالإنجليزية: Handley Page Type O)‏ هي قاذفة قنابل أنتجت في بريطانيا. من صناعة هاندلي بيج. كانت تستخدم بشكل أساسي من قبل سلاح الجو الملكي. كان أول طيران لها في 17 ديسمبر 1915. دخلت الخدمة في 1916، انتهت خدمتها في 1922. صنع منها 600 طائرة.